# Municipio de Bear Park
El municipio de Bear Park (en inglés: Bear Park Township) es un municipio ubicado en el condado de Norman en el estado estadounidense de Minnesota. En el año 2010 tenía una población de 192 habitantes y una densidad poblacional de 2,04 personas por km².

## Geografía
El municipio de Bear Park se encuentra ubicado en las coordenadas 47°27′39″N 96°7′47″O / 47.46083, -96.12972. Según la Oficina del Censo de los Estados Unidos, el municipio tiene una superficie total de 93.92 km², de la cual 93,5 km² corresponden a tierra firme y (0,45 %) 0,42 km² es agua.

## Demografía
Según el censo de 2010, había 192 personas residiendo en el municipio de Bear Park. La densidad de población era de 2,04 hab./km². De los 192 habitantes, el municipio de Bear Park estaba compuesto por el 97,92 % blancos, el 0,52 % eran amerindios, el 0,52 % eran asiáticos y el 1,04 % eran de una mezcla de razas. Del total de la población el 0,52 % eran hispanos o latinos de cualquier raza.